# Stóg (Góry Izerskie)
Stóg (stosowana jest także nazwa Stóg Izerski, która formalnie dotyczy jednak osady Stóg Izerski, zlokalizowanej w miejscu schroniska, krótko po II wojnie światowej Kwarc, czes. Stoh, niem. Heufuder; 1105 m n.p.m.) – jeden z najwyższych szczytów Gór Izerskich, położony na zachodnim krańcu Wysokiego Grzbietu, w pobliżu granicy polsko-czeskiej, w gminie Mirsk.
Stóg należy do Korony Gór Dolnego Śląska

## Budowa

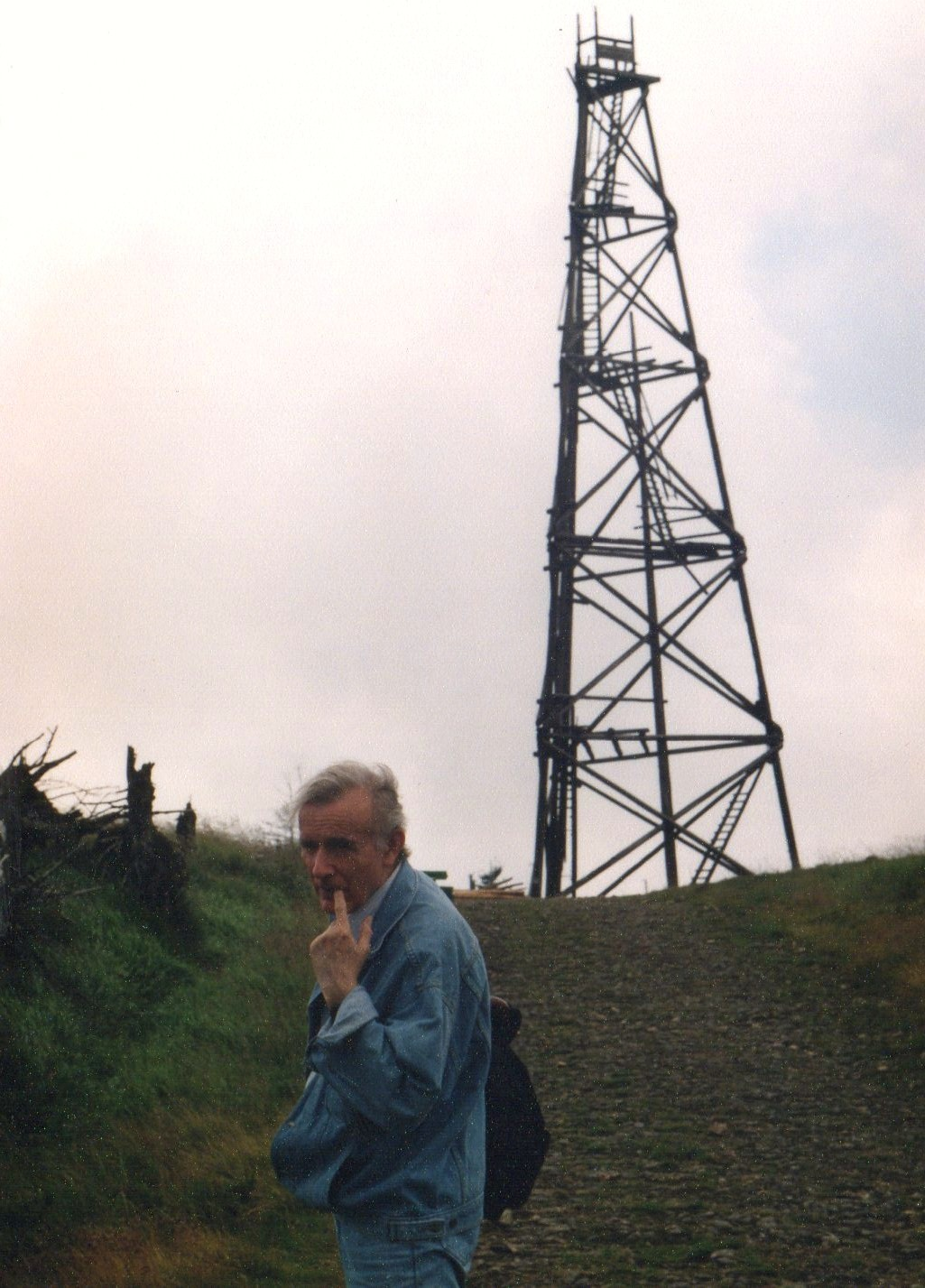
Dawna wieża widokowa (1997)

Masyw Stogu zbudowany jest ze skał metamorficznych – gnejsów i granitognejsów z wkładkami amfibolitów należących do bloku karkonosko-izerskiego, a ściślej jego północno-zachodniej części - metamorfiku izerskiego.
Stóg porośnięty jest prawie w całości lasem świerkowym. Tuż pod szczytem (na wysokości 1060 m n.p.m.), na północnym zboczu znajduje się Schronisko PTTK na Stogu Izerskim.
Do 2000 na Stogu stała drewniana wieża widokowa. Wybudowana z inicjatywy Towarzystwa Karkonoskiego (Riesengebirgsverein), została oddana do użytku 29 lipca 1892. Dotrwała do 1907, kiedy to uległa zniszczeniu. Po odbudowie służyła jeszcze do lat 70. XX w. Z powodu zaniedbań, niechęci WOP i złego stanu technicznego została rozebrana. Tuż obok w 2004 postawiono maszt telekomunikacyjny.
Na północnym zboczu Stogu działa Ośrodek Ski & Sun Świeradów-Zdrój. W latach 2007–2008 wybudowano kolej gondolową „Stóg Izerski”.
Na południowych zboczach z wielu drobnych strumyków bierze początek jedna z największych czeskich rzek – Izera (czes. Jizera, niem. Iser).

## Szlaki turystyczne
Przez szczyt przebiegają następujące szlaki:
- do Hali Izerskiej przez Suchacz
- do Czerniawy-Zdrój przez Smrek (kierunek południowy), do Świeradowa-Zdrój (kierunek północny)
- ze Świeradowa-Zdrój na Halę Szrenicką, Główny Szlak Sudecki